# Nuksora

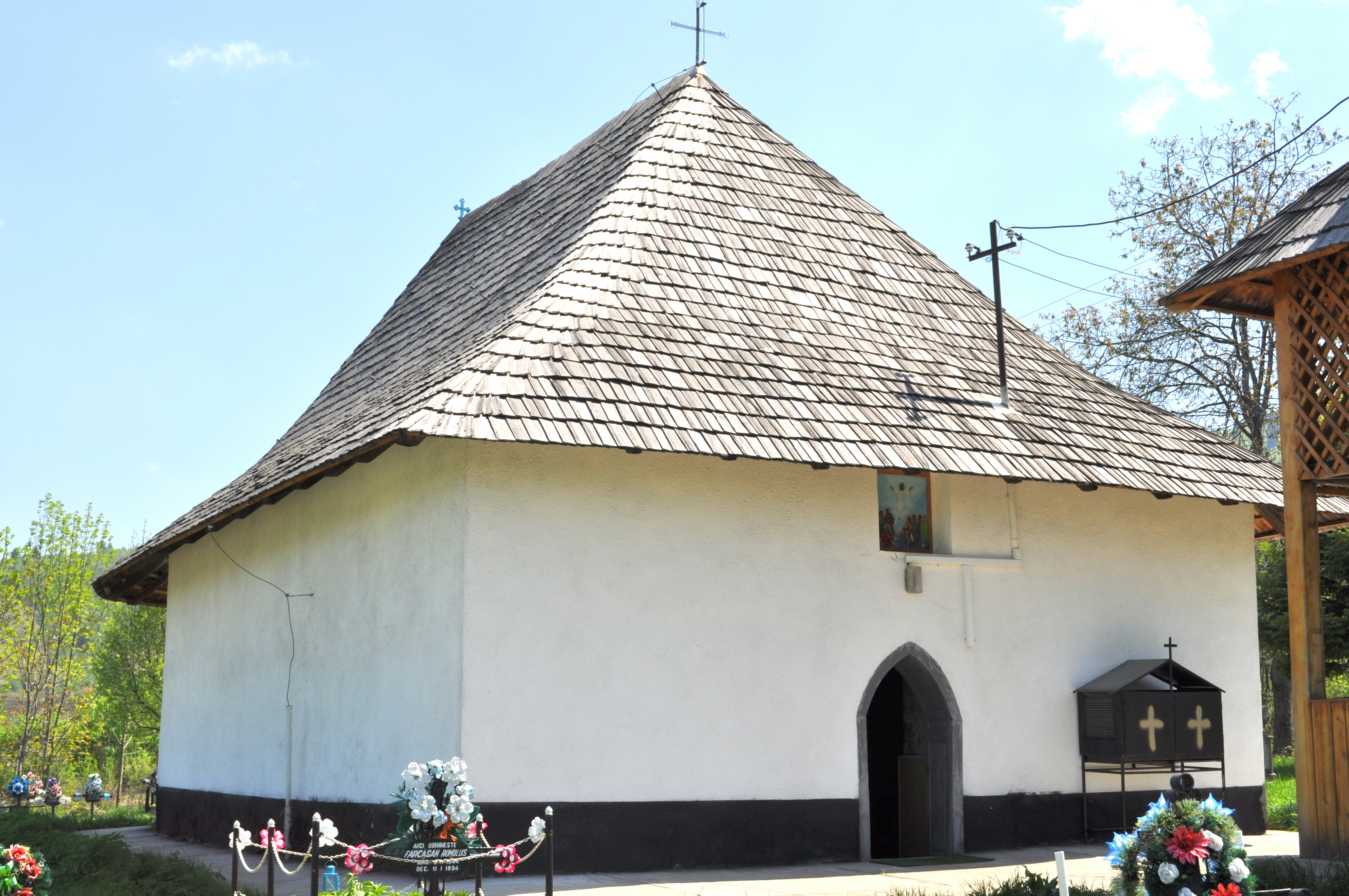

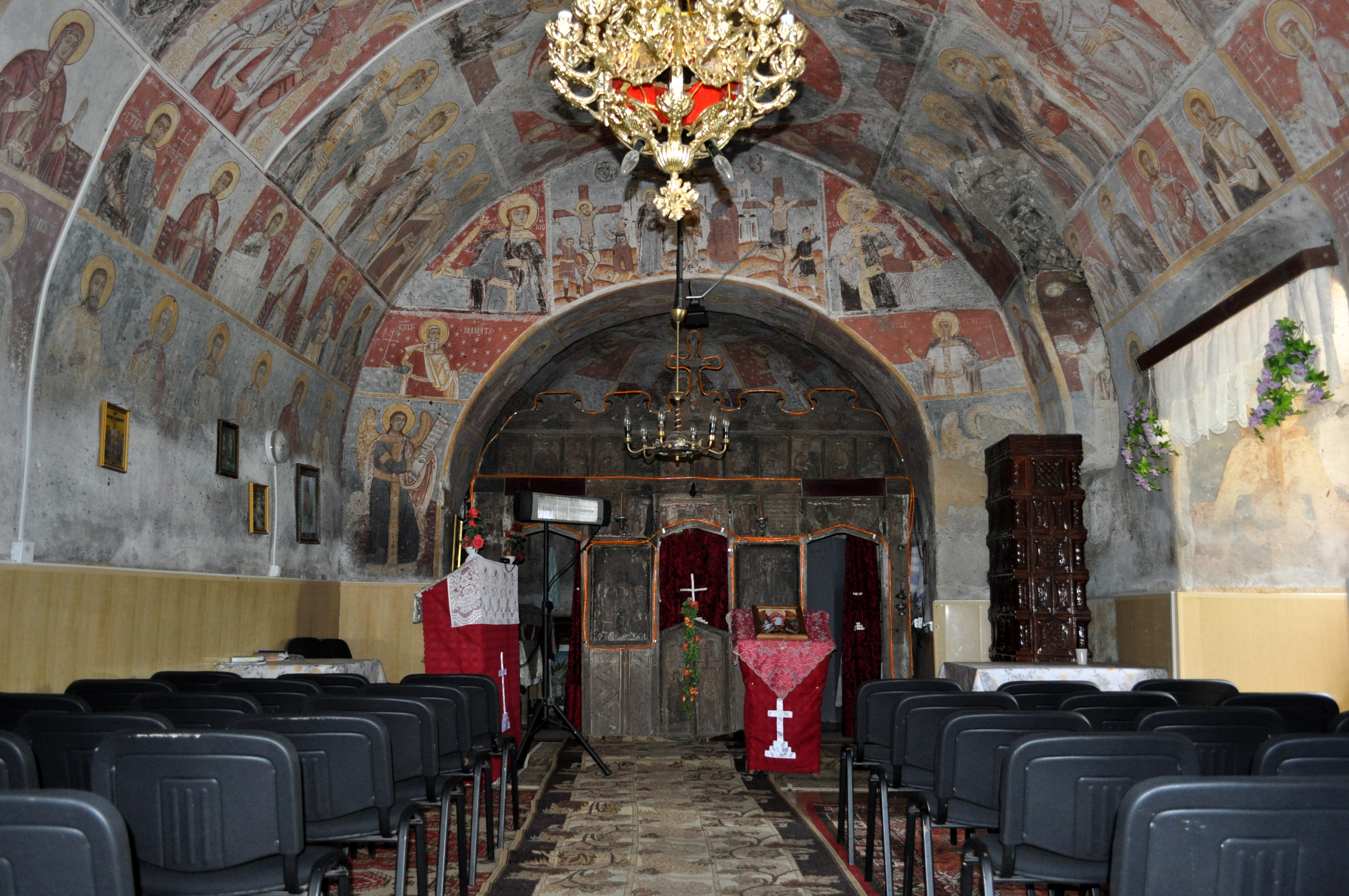
A templom belső tere

Nuksora (románul: Nucșoara) falu Romániában, Erdélyben, Hunyad megyében.

## Nevének eredete
Neve román eredetű, a nucșoara szó 'diófácská'-t jelent. Első fennmaradt említése 1394-ből származik, Noxara alakban.

## Fekvése
A Hátszegi-medence déli peremén, a Retyezát-hegység északi lábánál, Hátszegtől 18 kilométerre délre fekszik.

## Népesség

### A népességszám változása
1900-at nem számítva, amikor ideiglenesen ruszin, német, magyar és szlovák erdőmunkások  duzzasztották fel népességét, a modern népszámlálások során 1890-ben írták össze Nuksorán a legtöbb lakost, 1028 főt. 2002-ig lakóinak száma ennek majdnem harmadára, 348 főre apadt.

### Etnikai és vallási megoszlás
- 1880-ban 1021 lakosából 995 volt román és 24 egyéb (cigány) anyanyelvű; 1017 ortodox és négy zsidó vallású.
- 2002-ben 347 román és egy magyar nemzetiségű lakosa volt, akik közül 270 volt ortodox, 45 pünkösdi és 26 baptista vallású.

## Története
Első említésekor, 1394-ben „szabad falu”-nak írták, de már 1404-ben a Kendefiek birtoka volt. Egy 1722-ből származó összeírás szerint 11 és háromnegyed telken 99 jobbágy-, harminc zsellércsalád és öt özvegy élt. Az akkori telkek talán megegyeztek a tizenkét falurésszel, amely a falut a 20. században alkotta.

## Látnivalók
- Torony nélküli ortodox templomát a legutóbbi időkig középkori építésűnek tartották. Újabb kutatások szerint azonban valószínűleg a 17. században épült, és az ódon hatású elemeket – a gótikus kapuzatot és a négyzetes szentélyzáródást – a Hátszegi-medence más templomairól másolták le építői. Belsejét a pitești-i Simion pópa festette ki 1779-ben.
- A nuksorai nárciszos rétek húsz hektáron terülnek el. A rétek dísze, a sárga és a fehér nárcisz májusban és június elején nyílik.[2]